# Нилски монитор
Нилски монитор (Varanus niloticus) припада породици монитора (Varanidae) и распрострњен је у већем делу Африке, са изузетком западне Африке, где га замењује Varanus stellatus. Друга уобичајена имена су и афрички ситнозрни гуштер, водени легуан или речни легуан (од јужноафричког енглеског leguan, leguaan, likkewaan = гуштер монитор). Име рода дао је Blasius Merrem (1761-1824) немачки природњак, зоолог, орнитолог, математичар и херпентолог 1820. године, а изведено је из арапске речи варал/варан ورن/ورل, заједничког семитског корена оуран, варан или варал, што значи „змај“ или „гуштеролика звер“. Назив врсте дао је Лине 1766. године.

## Опис врсте
Нилски монитор је просечно дуг 200 cm, а највећи примерци достижу скоро 250 cm. Узорак просечне величине, од њушке до ануса има око 50 cm. Варирања настају због старости или услова средине. Маса одрасле јединке је 6 до 15 kg. Изузетно велики примерци могу тежити и до 20 kg. Најмасивнији је и трећи по величини и у роду који броји 80 врста.
Тело је мишићаво, јаких ногу са оштрим канџама које служе за пењање, копање, одбрану или кидање плена и моћне вилице. Зуби су оштри и зашиљени код младих животиња, а код одраслих постају тупи, налик клиновима. Као и сви монитори, има рачваст језик, са високо развијеним чулом мириса. Ноздрве су им постављене високо, што указује да су водене животиње. Такође су изврсни пењачи и брзи тркачи на копну.
Нилски монитор има препознатљиве, али променљиве шаре на кожи, дорзално сивосмеђе са зеленкастожутим преградама на репу и великим, зеленкастожутим мрљама у облику розете са црнкастом малом пегом у средини, на леђима. Вентрално су окер- до кремжути.
Хране се рибом, пужевима, жабама, јајима и младунцима крокодила, змијама, птицама, малим сисарима, инсектима и стрвином. Они су други највећи гмизавци у реци Нил.

## Размножавање
Женка положи 20-60 јаја у рупе које ископа или у термитњаке. Инкубација траје око 10 месеци. Маса младунаца по пиљењу је око 20 грама. Полну зрелост стичу треће године. Животни век је  10-20 година.

## Распрострањеност и станиште
Нилски монитор је пореклом из Африке, а врста је распрострањена у читавим централним и јужним регионима континента, укључујући Судан и део централног Египта дуж реке Нил. Нема их, међутим, ни у једном пустињском делу Африке, јер успевају око река. Живели су и у реци Јордан, Мртвом мору и Вадиима Јудејске пустиње у Израелу, до краја XIX века, али су у том региону изумрли. Такође су интродуковани у Калифорнију, где се не чине инвазивним и немају негативан утицај на биодиверзитет. Његово ширење, с друге стране, на Флориди представља опасност за водене птице морске корњаче.

## У заточеништву
Нилски монитор је релативно чест у трговини кућним љубимцима упркос изразито агресивном држању и отпору припитомљавању. Младунче монитора шиба репом бранећи се, а као одрасли могу да нанесу умерене, а често и озбиљне ране уједом или канџама. Нилски монитор захтева велики кавез, јер младунци брзо расту када се хране разноврсном храном, а крупним одраслим јединкама потребан је знатан простор.